# Mandlig omskæring
Mandlig omskæring (eller omskærelse) består i hel eller delvis bortskæring af dele af de mandlinge kønsdele - mere specifikt forhuden af glans penis. Omskæring kan være motiveret kulturelt (f.eks. i USA hvor det historisk har været udbredt til at reducere interessen for sex og onani), religiøst (f.eks. jødedom og islam), eller visuelt (f.eks. specielle kropsmodifikationer).
World Health Organization (WHO) anslog i 2007 at 30 procent af verdens mænd er omskåret.
Mandlig omskæring påvirker den grundlæggende seksuelle funktion og medfører en række negative bivirkninger som markant reduktion i følsomhed grundet fjernelse af en stor del af det følsomme væv og indtørring af slimhinden, impotens - særlig senere i livet, problemer med seksuel stimulering og smeter ifm fysisk aktivitet. Da det er et operationelt ingreb er det forbundet med potentielle komplikationer. Omskæring af drengebørn er modsat omskæring af pigebørn ikke ulovligt i noget land til trods for at det er årsag til langt flere sundhedsproblemer og dødsfald globalt.
Mandling omskæring resulterer i 40-50 dødsfald årligt i Sydafrika alene ifølge WHO

## Baggrund og udbredelse
Den mandlige omskæring er udbredt over hele verden.
Satserne varierer meget fra land til land fra næsten 0% i Honduras og Japan, til 6,6% i Spanien, 20,7% i Storbritannien, 45% i Sydafrika, 75% i USA, og op til over 90% i Israel og i lande med muslimsk flertal.

## Omskæring i religioner og kulturer
Der kan være forskellige motiver for at udføre omskæring. I mange områder af verden er omskæring en del af et religiøst ritual. I andre kulturer mener man at omskæring er hygiejnisk og forebygger seksuelt overførte sygdomme. Omskæring forekommer også som et indvielsesritual i dele af Afrika.
Omskæring er en del af de abrahamitiske religioner med oprindelse i jødedommen. I jødedommen og islam er mandlig omskæring almindelig og sammenlignes nogle gange med kristen dåb.

### Jødedom
Jødisk omskæring, berit mila, der er foreskrevet til at finde sted otte dage efter fødslen, er en over 3.000 år gammel tradition. Den religiøse begrundelse er at det er tegnet på den pagt som Gud indgik med Abraham (1 Mos 17), som ifølge jødedommen er religionens og folkets grundlægger (2 Mos 19) Drenge får deres navne i forbindelse med omskæringen.
Maimonides, en autoritet inden for jødisk lov og etik, har skrevet at hovedårsagerne til omskæring er at reparere defekt menneskelig moral og at reducere seksuel nydelse og evner.

### Islam
Blandt muslimer er omskæring, khitan almindelig og er et af islams ritualer. Profeten Muhammed sagde: "Fem handlinger er tæt forbundet med fitrah (note: fitrah betyder at et barn naturligt tror på Gud allerede ved fødslen): "Omskæring, klipning eller barbering af kønsbehårene, klipning af neglene, at plukke eller barbere håret i armhulerne og klippe (eller barbere) overskægget Skikken eksisterede blandt araberne allerede før islam. Profeten Muhammed siges at være blevet omskåret, men han synes ikke at have tillagt omskæring nogen religiøs betydning. Omskæring er ikke nævnt i selv Koranen, men omtales i de islamiske traditioner, haditherne. Der er ingen fastsat tid til dens udførelse. Der er forskellige meninger blandt muslimske lærde om hvorvidt khitan er obligatorisk eller en stærk anbefaling. Det er også ikke påkrævet for konvertitter. Derudover er der inden for islam grupper der er imod omskæring og ikke praktiserer denne skik.

#### Shia-islam
Ifølge Ayatollah Makarem Shirazi er en af årsagerne til omskæring at mange der ikke er blevet omskåret, har smegma under deres forhud, og at omskæring er løsningen på dette problem. En anden grund han nævner, er at statistikker viser at de der ikke er blevet omskåret er mere tilbøjelige til at få peniskræft sammenlignet med dem, der har fået det gjort. Dog bør omskæring af små børn udføres korrekt, så de ikke udsættes for unødvendig lidelse på grund af uvidenhed.
Ifølge Ayatollah Khamenei er det obligatorisk at udføre omskæring af drenge, og det er en betingelse for gyldigheden af tawaf under hajj og umra. Hvis omskæring stadig ikke udføres på en dreng før han når voksenalderen, bliver det obligatorisk for ham at blive omskåret. Ifølge Ayatollah Sistani er det ikke obligatorisk for forældre til at lade deres sønner omskære, men som en anbefalet forholdsregel bør en drengs værge sørge for at han bliver omskåret før han bliver voksen.

### Kristendom
Den kristne kirke slog tidligt fast at det ikke var nødvendigt for hedninge, de ikke-jødiske folk, at blive omskåret for at blive frelst. Dette skete i år 49 i Apostolsk Råd i Jerusalem. Det betyder at omskæring har mistet sin betydning og er blevet erstattet af dåb. Ideen er udviklet i flere af Det Nye Testamentes bøger, herunder ApG 15,1-12, Rom 2,25-29, 1 Kor 7,18-20. Nogle koptiske og ortodokse kirker i Nordafrika og Mellemøsten praktiserer dog omskæring med henvisning til,at Jesus blev omskåret som spæd.

### Sekulær omskæring
I anglosaksiske lande blev omskæring udbredt i det 19. århundrede. En stærkt medvirkende faktor var, at man forestillede sig at foranstaltningen ville forhindre onani. Nu om dage er proceduren mest et spørgsmål om tradition, selvom det er begrundet med hygiejniske forklaringer der dog ikke forelægger videnskabelig bevis for. I løbet af den sidste del af det 20. århundrede er fænomenet blevet mindre almindeligt, men i USA er et flertal af den mandlige befolkning stadig omskåret. Sekulær omskæring forekommer også i andre dele af verden, for eksempel i dele af Afrika, hvor forhuden betragtes som et kvindeligt element hos manden, og omskæring så ofte er en del af en manddomstest. 

## Omskæring i forskellige lande

### Danmark
Ifølge Muslimernes Fællesråd vil næsten alle muslimer i Danmark lade deres nyfødte drengebørn omskære. Det Mosaiske Trossamfund oplyser at der omskæres omkring 15 jødiske drengebørn om året. På denne baggrund skønner Sundhedsstyrelsen at antallet af mulige rituelle omskæringer om året i Danmark ligger mellem 1000
- 2000.

### USA
I USA bliver størstedelen af drengebørn omskåret. I 2000 blev 62,4 procent af de nyfødte drenge i USA omskåret, men i 2009 og 2010 blev omtrent 55 procent af de nyfødte drenge omskåret. Omskæring i USA er primært kulturelt betinget og foretages ikke specifikt af religiøse grunde.

### Australien
Indtil 1970’erne blev stort set alle drengebørn omskåret i Australien. I dag omskæres ca. 14 % af alle drenge inden for det første leveår. Omskæring i Australien er primært kulturelt betinget og foretages ikke specifikt af religiøse grunde.

### Israel
I Israel er over 90% af den mandlige befolkning omskåret.[kilde mangler] Ifølge Biblen (Det Gamle Testamente) og Halakha (jødisk religiøs lov) er rituel omskæring af alle mandlige jøder (1 Mos 17: 10–13) en befaling fra Gud, som jøder er forpligtet til at udføre på den ottende dag efter fødslen  og som kun udsættes eller ophæves i tilfælde af direkte fare for mod barnets liv eller sundhed.
Ikke-jøder er ikke forpligtet til at følge dette bud, da det udelukkende betragtes som bindende for det jødiske folk. I Israel er der ingen lovgivning imod ikke-jøder med hensyn til omskæring.

## Medicinske argumenter for omskæring
- En omskåret penis er nemmere at vaske, fordi forhuden ikke skal trækkes væk først, forbedrer lugt og danner mindre smegma. En undersøgelse viser at 4 procent af de omskårne unge mænd havde dårlig hygiejne sammenlignet med hele 26 procent af de uomskårne.[19] Dog kan drenge med uomskårne peniser lære at vaske regelmæssigt under forhuden.[20] Der er derfor ikke noget videnskabelig argumenter for omskæring da man i moderne samfund har adgang til vand.

- Nogle undersøgelser har længe peget på en sammenhæng mellem peniskræft og mangel på mandlig omskæring af unge drenge. Risikoen for at en mand kan udvikle peniskræft senere i livet reduceres kraftigt hvis han bliver omskåret i en ung alder. Peniskræft udgør 2 procent af verdens urogenitale maligne tumorer, men 10-20 procent af alle disse tumorer hos mænd forekommer i samfund, hvor mandlig omskæring ikke er udbredt. I Uganda, for eksempel, hvor mandlig omskæring er ret usædvanlig, er peniskræft den mest almindelige malignitet. Årsagen til dette ser ud til at være at der er et kræftfremkaldende stof i smegman under forhuden på mænd. Fordi forhuden er blevet fjernet hos omskårne mænd, er det mindre almindeligt at de har smegma.[21][22] Andre undersøgelser indikerer dog at det ikke er selve omskæringen der er afgørende, men derimod mulighed og interesse for god intimhygiejne. Der er derfor ej heller her nogen medicinsk argument for omskæring.

### Beskyttelse mod HIV - Kontrovers
Tre studier i Afrika har vist at mandlig omskæring af drenge og unge mænd giver delvis beskyttelse mod HIV infektion og efterfølgende AIDS. WHO anbefalede på den baggrund at mandlig omskæring bør overvejes som en intervention mod HIV, som beskyttelse/forebyggelse i lande og regioner med heteroseksuelle epidemier. Til sammenligning giver brugen af kondom dog en væsentligt højere grad af forebyggelse mod smitte af HIV.

## Medicinske argumenter mod omskæring
Omskæring som fænomen vækker stærke følelser. Der er grupper af ihærdige tilhængere, og andre der er lige så ihærdige modstandere. Der er også masser af forskning der direkte eller indirekte påvirker området, hvis forskellige resultater bruges som argumenter af fortalere for hver holdning. Der er dog ikke nogen alment accepteret videnskabelig konsensus om spørgsmålet.
- Indgrebet foregår næsten udelukkende så tidligt i livet at de der bliver omskåret, ikke har mulighed for at vælge om de vil omskæres. I jødedommen finder omskæring sted kun otte dage efter fødslen og i islam normalt før puberteten.

- Den nu sjældne jødiske metode metzitzah b'peh – hvor en særlig uddannet lægmand, mohelen, suger blod fra såret – kan forårsage, at herpesvirus overføres fra denne til drengen.[26]

- En omskåret penis bliver væsentlig mindre følsom over for stimulering, delvis på grund af det faktum at tusindvis af seksuelt følsomme nerveender, mindst 10 procent og væsentlig mere ved rituel omskæring, afskæres under proceduren. Derudover betyder det, at talgkirtlerne på indersiden af forhuden fjernes. Eftersom glans udsættes for slid fra tøj og hud efter indgrebet, hærder huden og bliver mere ru. Derved nedsættes følsomheden af glans penis betydeligt, og i nogle tilfælde mistes muligheden for orgasme helt.[27][28][29][30] Nogle studier konkluderer dog at det hverken kan påvises øget eller nedsat følsomhed på grund af omskæring. Disse studier er dog problematiske da det ikke er muligt at få bevis for at der er nedsat følelse i noget man som individ aldrig har haft. OG da omskæringer sker næstne udelukkende på børn kan det af sagens natur ikek udnersøges.[31][32]

- Der eksisterer omfattende evidens om senkomplikationer til omskæring, herunder seksualfunktionen.[33][34][35]

En dansk undersøgelse fra 2011 viste at både omskårne mænd og deres kvindelige partnere har tre gange mindre evne til orgasme end uomskårne mænd. De kvindelige partnere har også smerter under samleje otte gange oftere. Årsagen kan være at der dannes en hårdhed i spidsen af penis, hvilket betyder at manden skal anstrenge sig mere for at få orgasme. Forhudens glidefunktion mangler også, hvilket giver penis mindre glideevne og kan føre til smerter i skeden.
Ifølge en mindre undersøgelse fra 2002 med 373 forsøgspersoner viste resultatet at der ingen signifikante forskelle var i seksualdrift, erektion, ejakulation og ejakulationens latenstid mellem uomskårne mænd og mænd der var blevet omskåret som voksne. Undersøgelsens konklusion var imidlertid følgende, citat:
| Citat                                | Der var ingen forskelle i seksualdrift, erektion og ejakulation, men omskårne mænd rapporterede om mindre glæde ved onani og nedsat seksuel nydelse. Vi konkluderer, at voksen omskæring påvirker seksuel funktionen negativt hos et betydeligt antal mænd, muligvis på grund af et tab af nerveender. | Citat |
| Kim. & Pang (2006) BJU Internatinal. | |       |

- Omskårne mænd har øget risiko for urinrørsforsnævring og urinvejsinfektion, som kan føre til nyreskade.[41]

- En omskåret penis er ikke mere hygiejnisk i sig selv. Penishoved og urinrør efterlades mere udsat for snavs og bakterieangreb, og den antibakterielle, beskyttende funktion som smegma giver, mangler på en omskåret penis. Hos nyfødte kommer glans i konstant kontakt med urin og fæces på grund af den manglende forhud.[15]

## Når medicinsk omskæring kan være en nødvendighed
Forhudsforsnævring er en tilstand hvor forhuden ikke kan trækkes tilbage over glans penis (penishovedet). Normalt vil forhuden kunne trækkes tilbage når drengen er fyldt seks år.
Vedvarende svær forhudsforsnævring kan give risiko for infektioner, fordi de hygiejniske forhold vanskeliggøres. Hvilket er et eksempel på medicinsk, dvs. lægefaglig indikation for omskæring. Omskæring for forhudsforsnævning bør dog aldrig være førstevalg da vævet ved fysisk træning og anvendelse af bestemte cremer kan udvides tilstrækkelig for langt de fleste. Der vil almindeligvis være tale om et mindre indgreb end ved rituel omskæring, hvor hele forhuden fjernes. Når forhuden skal fjernes af medicinske årsager, er det almindeligt at kun en del fjernes, eller at der kun laves et snit i den. Snittet laves aksialt men sys radialt sammen, hvilket gør forhuden kortere men bredere. Forhudsforsnævring, også kaldet phimosis, er sjælden, men forekommer hos drenge. Et andet grundlag for operation er balanitis, som er tilbagevendende betændelse i penishovedet, og ofte er en konsekvens af phimosis.

## Love og regler

### Dansk lovgivning
I Danmark et det jf. straffelovens § 245a ikke tilladt at omskære kvinder - men det er lovligt at omskære mænd og drengebørn i Danmark.
Omskæring er i Danmark et operativt indgreb som det er forbeholdt læger at udføre, jf. autorisationsloven § 74.

### FN’s Konvention om Barnets Rettigheder
Danmark har ratificeret FN’s Konvention om Barnets Rettigheder i 1991 (kaldet Børnekonventionen). I denne konvention fremgår det af artikel 24, stk. 3, citat:
”Deltagerstaterne skal tage alle effektive og passende forholdsregler med henblik på afskaffelse af traditionsbundne ritualer, som er skadelige for børns sundhed.” Den almindelige fortolkning er at konventionen ikke forbyder mandlig omskæring. Nogle læger, politikere og debattører mener dog at mandlig og kvindelig omskæring kan sidestilles.

### Lovgivning i øvrige lande
Rituel omskæring af drenge er ej heller forbudt i øvrige lande uden for Danmark.
I den forhenværende Sovjetunionen var omskæring af drenge forbudt med mindre der var tale om medicinske omstændigheder.. I dag er dette dog tilladt.

## Holdninger
Drengeomskæring er en konflikt mellem forældres grundlovsbestemte rettigheder og børns selvbestemmelse før voksenalderen, herunder retten til at vælge eller fravælge religion eller etnisk tilhørsforhold grundlæggende ret til egen krop. Eksempler på andre lignende konflikter dog med rod i andre fortolkninger omfatter kønsskifteoperation af udefinerede køn, valgfri irreversibel kirurgi, osv.

I Danmark har lægeforeningen følgende holdning imod omskæring af drenge, med henblik på at beskytte børn mod irreversible medicinske procedurer (pro-reversibilitet):
| Citat | Hensynet til individets ret til selvbestemmelse må veje tungest i spørgsmålet om omskæring. Når barnet når myndighedsalderen og er blevet en ung mand, har han en reel mulighed for at veje både kulturelle, religiøse og sundhedsfaglige argumenter op mod hinanden. En irreversibel beslutning af denne karakter kan kun tages af personen selv. | Citat |
|       | |       |

Den grundlæggende ret til religiøs omskæring begrundes i Grundlovens paragraf 67  , som anses at beskytte forældremyndigheden til overgreb mod barnet begrunde ti religionsfrihed: 
| Citat | Borgerne har ret til at forene sig i samfund for at dyrke Gud på den måde, der stemmer med deres overbevisning, dog at intet læres eller foretages, som strider mod sædeligheden eller den offentlige orden. | Citat |
|       | |       |

Denne rettighed er som det ses kollektiv, og vedrører i sin ordlyd alene retten til at danne menigheder, og til at afholde gudstjenester og lignende aktiviteter. Hvorvidt omskæring af mindreårige er omfattet af denne rettighed, er et fortolkningsspørgsmål, der blandt andet beror på tradition.